# Liste des sénateurs belges (législature 1936-1939)
Pour les articles homonymes, voir Liste des sénateurs belges.
Liste des sénateurs pour la législature 1936-1939 en Belgique, à la suite des élections législatives par ordre alphabétique.

## Président
- Romain Moyersoen

## Membres

### élus
1. Florent Beeckx (arr. Termonde-Saint-Nicolas) († 18.11.1937) remplacé 30.11.1937 par Alfons Du Bois
2. Louis Bernard (arr. Charleroi-Thuin)
3. baron Pol-Clovis Boël, 2evice-président (arr. Mons-Soignies)
4. Raymond Boon (arr. Bruxelles)
5. Gaston Bossuyt (arr. Courtrai-Ypres)
6. Louis Bourguignon (arr. Charleroi-Thuin) Communiste
7. Jan Breugelmans (arr. Malines-Turnhout)
8. Henri Carton de Tournai (arr. Tournai-Ath)
9. Robert Catteau (arr. Bruxelles)
10. Edouard Claessens (arr. Anvers)
11. Arthur Clays (arr. Courtrai-Ypres)
12. Leon Coenen (arr. Anvers)
13. Joseph Coole (arr.Courtrai-Ypres)
14. Cools (arr.Bruxelles)
15. Henri Corbeels (arr.Louvain)
16. Paul Crokaert (arr. Bruxelles)
17. Georges Croquet (arr. Charleroi-Thuin)
18. August De Boodt (nl) (arr. Malines-Turnhout)
19. Jan-Jozef De Clercq (arr. Anvers)
20. Joseph De Clercq, questeur (arr. Audenarde-Alost)
21. baron René de Dorlodot (arr. Charleroi-Thuin)
22. Charles de Fraipont (arr. Liège)
23. Joseph De Hasque (arr. Anvers)
24. comte Xavier de Hemricourt de Grunne (arr. Bruxelles)
25. comte Henri de la Barre d'Erquelinnes, questeur (arr. Mons-Soignies)
26. Augustin De Maeght (arr. Bruxelles)
27. Demarré (arr. Hasselt-Tongres-Maaseik)
28. Fernand Demets, secrétaire (arr. Bruxelles)
29. Demoulin (arr. Charleroi-Thuin)
30. Guillaume-Ghislain De Nauw (arr. Audenarde-Alost)
31. Jan-Baptist De Neve (arr. Audenarde-Alost)
32. Léon Dens (arr. Anvers)
33. Achiel De Roo (arr. Gand-Eeklo)
34. Gustave de Schrynmakers de Dormael (arr. Louvain)
35. Albert de Spot (arr. Furnes-Dixmude-Ostende)
36. chevalier Charles Dessain (arr. Malines-Turnhout)
37. Auguste Devaux (arr. Arlon-Marche-Bastogne et Neufchâteau-Virton)
38. Joris De Vos (arr. Termonde-Saint-Nicolas)
39. Henri Dewaele (arr. Roulers-Tielt)
40. Victor De Wals (arr. Louvain)
41. Octave Dierckx (arr. Bruxelles)
42. Henry Disière (arr. Namur/Dinant-Philippeville)
43. Amédée Doutrepont, secrétaire (arr. Bruxelles)
44. Gustaaf Eylenbosch (arr. Gand-Eeklo)
45. Piet Finné (arr. Bruxelles)
46. baron Charles Gillès de Pélichy (arr. Roulers-Tielt)
47. DrGeorges Goffin (arr. Tournai-Ath)
48. Hilaire Gravez (arr.Gand-Eeklo)
49. Léon Guinotte (arr.Charleroi-Thuin)
50. Joseph Hanquet (arr.Liège)
51. Jules Hans (arr.Nivelles)
52. Hyacinth Harmegnies (arr.Mons/Soignies)
53. Alfons Hebbinckuys (arr.Termonde-Saint-Nicolas) († 22.11.1937 - remplacé par Theofiel Van Peteghem (nl))
54. Isidore Heyndels (arr.Bruxelles) Communiste
55. Guillaume Joachim (arr.Huy-Waremme)
56. Alfred Laboulle (nl) (arr.Liège)
57. Pierre Lalemand (arr.Bruxelles)
58. Lebeau (arr.Huy-Waremme) (+ 1938) remplacé 10.5.1938 par Jamoulle
59. Jean Lekeux (arr.Verviers)
60. Alfred Leurquin (arr.Nivelles)
61. Simon Lindekens (arr.Hasselt/Tongres-Maaseik) († 7.11.1937) (remplacé 16.11.1937 par Jozef Deumens)
62. Henri Longville (arr.Anvers)
63. Jean Mahieu (arr.Roulers-Tielt)
64. Léon Matagne (arr.Charleroi-Thuin), secrétaire
65. Joseph Mignolet (arr.Liège)
66. Paul Misson (arr.Arlon-Marche-Bastogne/Neufchâteau-Virton)
67. Albert Moulin (arr.Tournai-Ath)
68. Gilbert Mullie (arr.Courtrai-Ypres), secrétaire
69. Walter Noël (arr.Liège) Communiste
70. Henri Ohn (arr.Verviers)
71. Hubert Pierlot (arr.Arlon-Marche-Bastogne/Neufchâteau-Virton)
72. Marius Renard (arr.Bruxelles)
73. Louis Rhodius (arr.Namur/Dinant-Philippeville) († 28.12.1938)
74. Hubert Rogister (arr.Liège)
75. Jules Roland (arr.Mons-Soignies)
76. Édouard Ronvaux (arr.Namur/Dinant-Philippeville)
77. Léon Sasserath (arr.Namur/Dinant-Philippeville)
78. Servais (arr.Namur/Dinant-Philippeville)
79. vicomte Alfred Simonis (arr.Verviers)
80. Joseph Smets (arr.Hasselt/Tongres-Maaseik)
81. Marcel Sobry (arr.Furnes-Dixmude-Ostende)
82. Guillaume Solau (arr.Bruxelles) (+ 1937) remplacé 7.9.1937 par William Van Remoortel
83. Alexandre Spreutel (arr.Mons-Soignies)
84. Emmanuel Temmerman (arr.Anvers)
85. Charles Van Belle (arr.Liège), questeur
86. Louis Van Berckelaer (arr.Anvers) († 4.09.1936) remplacé 27.10.1936 par Louis Rombaut
87. Alfons Vandergraesen (arr.Hasselt/Tongres-Maaseik)
88. Alfred Vander Stegen (nl) (arr.Gand-Eeklo)
89. Gomar Vandewiele (arr.Audenarde-Alost)
90. Edmond Van Dieren (arr.Malines-Turnhout)
91. Edouard Van Eyndonck (arr.Anvers)
92. Pierre Van Fleteren (nl) (arr.Termonde-Saint-Nicolas) (jusque 1938; remplacé par Alphonse Pincé (nl)
93. Victor Van Hoestenberghe (nl) (arr.Bruges)
94. Joseph Van Roosbroeck (arr.Malines-Turnhout), secrétaire
95. Alfons Verbist (arr. Malines-Turnhout)
96. Arthur Verbrugge (arr. Bruges)
97. Emiel Vergeylen (arr. Gand-Eeklo)
98. Louis Verheyden (arr. Louvain)
99. Vincent Volckaert (arr.Mons-Soignies), questeur († 12.02.1939) remplacé par Jacob[1]
100. Edmond Yernaux (arr.Charleroi-Thuin)

### provinciaux
- Georges Barnich
- Lucien Beauduin, questeur
- Rodolphe Bernard
- Jean Bouilly socialiste
- Paul Brien (démissionne 1936) remplacé 26.11.1936 par Louis Donvil
- Jules Casterman socialiste
- Daniel Clesse
- Auguste Criquelion libéral
- Jules De Brouwer
- Ernest Delvaux
- Adolphe Demets
- Edmond Depontieu
- Pierre De Smet
- August De Wilde
- Gustaaf Gabriël (nl)
- baron Paul Gendebien catholique
- Robert Gits
- Robert Godding
- Paul Henricot
- Edouard Janssens
- Leclercq (démissionne 27.10.1936) remplacé par H. Bernard
- Léon Legrand
- Daniël Leyniers, secrétaire
- Dr Pierre Lifrange (+ 1937) remplacé 26.1.1937 par Georges Vigneron
- François Logen
- Cassian Lohest (nl)
- Joseph Lysens
- Jean Melein
- Baptiste Molet (ou Mollet), socialiste
- Joseph Nèves socialiste
- François Olyff
- Étienne Orban de Xivry
- Henri Picard
- Léon Thienpont
- Frans Toch
- Fernand Van Ackere (Gand-Eeklo)
- Joseph Van Cauwenbergh
- Alfons Vancoillie (nl)
- Marcel Vandenbulcke
- Arthur Vanderpoorten
- Victor Van Laerhoven socialiste
- Cyrille Van Overbergh
- Edouard Van Vlaenderen
- Emile Vinck, 1er vice-président
- Herman Vos

### cooptés
- Mlle Maria Baers catholique
- Joseph Bologne socialiste
- Pieter-Jan Broekx (nl) catholique
- comte Charles d'Aspremont Lynden catholique
- Henri De Man socialiste
- Paul De Mont rexiste
- René De Smedt catholique
- Pierre Diriken socialiste
- Robert Gillon libéral
- Arthur Jauniaux socialiste
- Georges Limage catholique
- comte Maurice Auguste Lippens libéral
- Mme Odila Maréchal-Van den Berghe VNV
- Corneille Mertens socialiste
- Ferdinand Minnaert communiste
- Romain Moyersoen, catholique, président
- Joseph Pholien catholique
- Henri Rolin socialiste
- Père Georges Rutten catholique
- Eugène Soudan, 3e vice-président socialiste
- Mme Marie Spaak socialiste
- August Vermeylen socialiste

### greffier
- vicomte René de Biolley